# Левальд, Иоганн фон
Иога́нн фон Ле́вальд (нем. Johann von Lehwaldt, также Lehwald, Lewald; 24 июня 1685, Легитен, недалеко от Лабиау, Восточная Пруссия — 16 ноября 1768,Кёнигсберг) — прусский военный деятель, генерал-фельдмаршал (22 января 1751), в Семилетнюю войну сражавшийся против русских при Гросс-Егерсдорфе.

## Биография
Семья принадлежала к поместному дворянству Восточной Пруссии, мать Левальда происходила из известного рода баронов фон дер Тренк. Военную карьеру начал в 1699 году, вступив в полк «Белой гренадерской гвардии». Участник Войны за испанское наследство, боевое крещение при осаде Венло в 1702 году, участвовал в битве при Хёхштедте и осаде Хагенау.
Позднее служил в Бартенштайне, Фридланде, был комендантом Пилау, Мемеля, Кёнигсберга. В 1742 году награждён орденом Pour le Mérite, 4 февраля 1744 года — орденом Чёрного орла.
Во время Войны за австрийское наследство генерал-лейтенант Левальд одержал 14 февраля 1745 года победу над австрийскими войсками под командованием графа Валлиса у Хабельшверта (ныне — Быстшица-Клодзка в Польше), 4 июня 1745 года участвовал в сражение при Хохенфридберге, где командовал левым крылом (бригада на левом фланге первой линии) прусской пехоты, отличился в сражении при Сооре (30 сентября 1745 года), командовал правым крылом пехоты в битве при Кессельсдорфе, где его войска захватили 20 пушек, 4 мортиры, знамя и другие трофеи.
В 1748 году был назначен Военным губернатором (генерал-губернатором) Восточной Пруссии.
Во время Семилетней войны 72-летний Левальд командует корпусом, прикрывающим Восточную Пруссию. Успешно оттеснил 12-тысячный шведский корпус, пытавшийся наступать на Штеттин из Штральзунда, захватил шведские магазины. 17 (30) августа 1757 года корпус Левальда атаковал вторгшиеся в пределы Восточной Пруссии русскую армию, и в результате сражения у деревни Гросс-Егерсдорф потерпел поражение. Тем не менее, проигрыш сражения не привел к казалось бы неминуемому поражению прусских войск в Померании и Восточной Пруссии, так как главнокомандующий русской армией генерал-фельдмаршал С. Ф. Апраксин неожиданно отступил из Восточной Пруссии, так и не воспользовавшись плодами одержанной победы. В дальнейшем Левальд успешно действовал против шведов.
В 1758 году Фридрих назначает Левальда генерал-губернатором Берлина, на пост, не связанный с особой ответственностью и обязанностями, желая предоставить старому заслуженному воину своего рода синекуру. Для жителей города это назначение оборачивается большой удачей в 1760 году. 3 октября 1760 года русские войска под командованием генерала Тотлебена штурмуют Берлин. Военный комендант Берлина, генерал Рохов, осрамившийся за три года до этого при налёте австрийского генерала Хадика, предлагает и теперь сдать город. 75-летний Левальд совместно с генералом Зейдлицем организуют оборону Берлина и, невзирая на малочисленность защитников, успешно отражают попытку Тотлебена взять город с ходу: город пал через 6 дней, после прибытия основных русско-австрийских сил.
В 1762 году, после начала вывода русских войск с территории Восточной Пруссии, Левальд вновь стал губернатором этой провинции и оставался им до смерти в 1768 году. Похоронен на церковном кладбище Кирхи Юдиттен.